# 科唐斯
科唐斯（法語：Cottance，法語發音：[kɔtɑ̃s]）是法国卢瓦尔省的一个市镇，位于该省东部，属于蒙布里松区。

## 地理
科唐斯（45°47'37"N, 4°17'56"E）面积13.55 平方千米，位于法国奥弗涅-罗讷-阿尔卑斯大区卢瓦尔省，该省份为法国中南部省份，北起顺时针与索恩-卢瓦尔省、罗讷省、伊泽尔省、阿尔代什省、上盧瓦爾省、多姆山省和阿列省接壤。
与科唐斯接壤的市镇（或旧市镇、城区）包括：圣阿加特昂东济、锡旺斯、蒙沙勒、帕尼西耶尔、罗济耶昂东济、萨尔维济内。

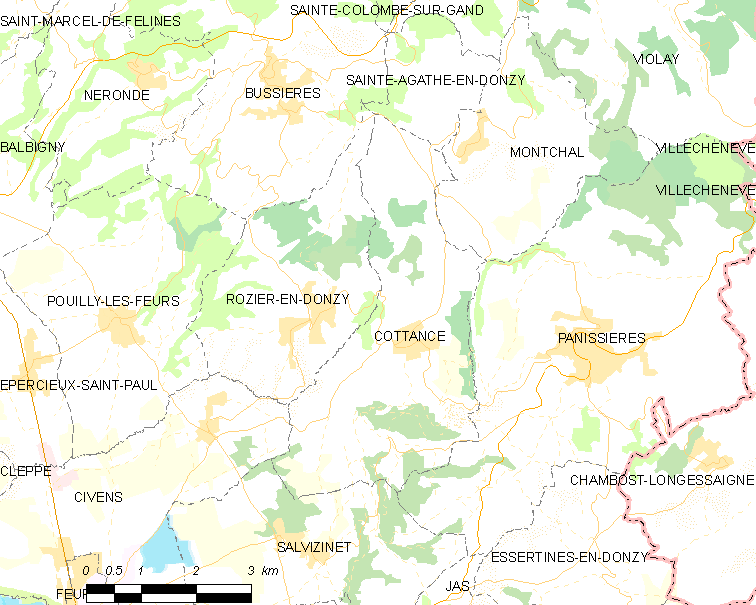
科唐斯的OSM定位图

科唐斯的时区为UTC+01:00、UTC+02:00（夏令时）。

## 行政
科唐斯的邮政编码为42360，INSEE市镇编码为42073。

## 政治
科唐斯所属的省级选区为弗尔县。

## 人口

1962-2008年间科唐斯人口变化图示

科唐斯于2022年1月1日时的人口数量为753人。